# Камашева, Наталья
Наталья Камашева (10 августа 1989) — российская футболистка, вратарь, представлявшая также сборную Азербайджана.

## Биография
Воспитанница ижевского футбола, тренер — Фарит Рафитович Галеев.
Взрослую карьеру начала в 2005 году в составе ижевской «Жемчужины» в одной из низших лиг. Во время кубкового матча против воронежской «Энергии» была замечена тренерами команды соперников и приглашена в состав «Энергии». В 2007—2009 годах выступала за воронежский клуб, в том числе в 2008 году сыграла несколько матчей в высшем дивизионе. В 2010 году перешла в «Кубаночку», где за сезон провела 5 матчей в высшей лиге. С 2011 года в течение трёх лет выступала за московское «Измайлово», сыграв 26 матчей в высшем дивизионе. В 2013 году в составе «Измайлово» стала финалисткой Кубка России.
В 2008 году сыграла один матч за молодёжную сборную России против сверстниц из США (0:1). В 2009 году вместе с группой российских футболисток призывалась в сборную Азербайджана.